# Zara Davis

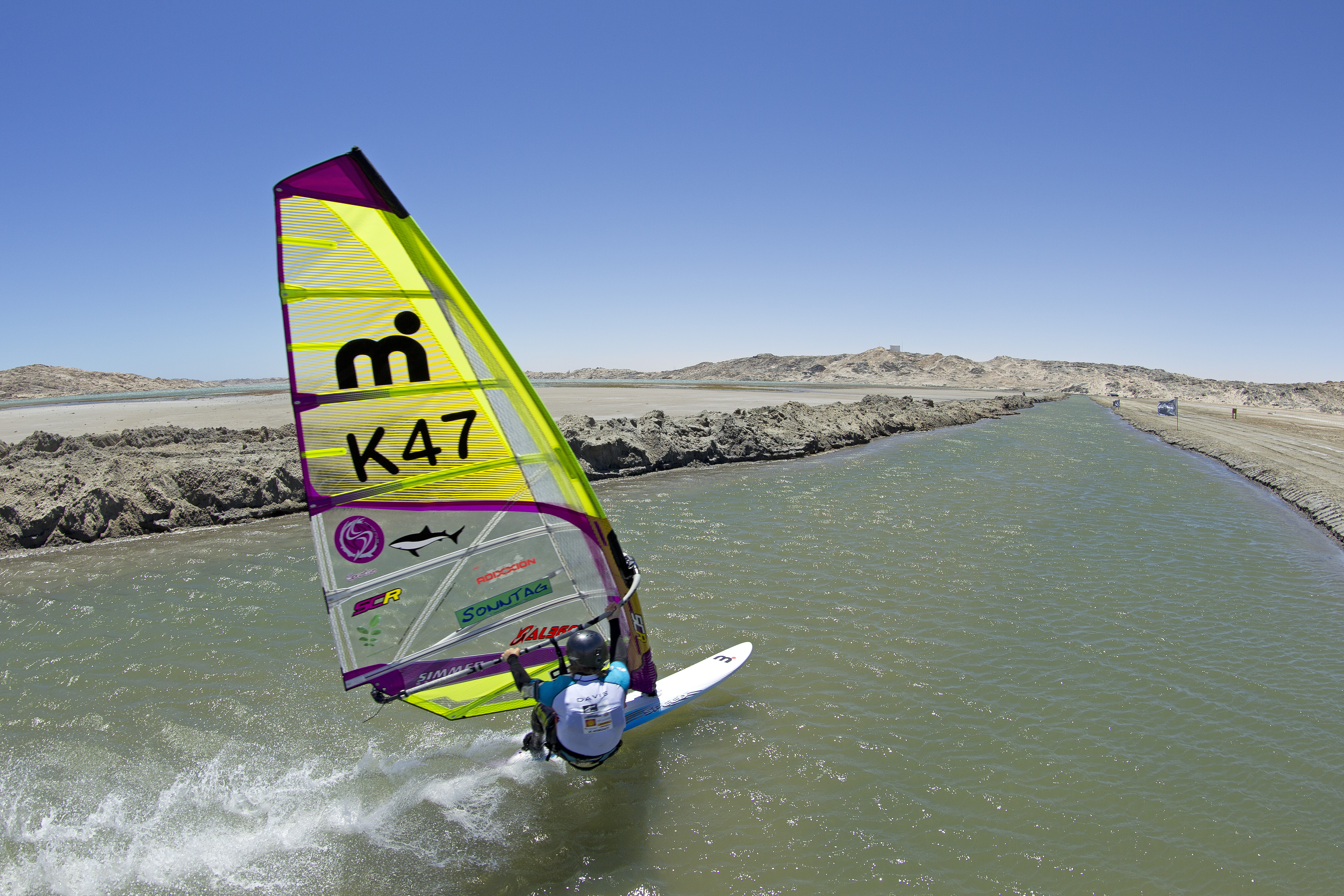
Zara Davis bei einem ihrer Rekordversuche in Lüderitz, Namibia.

Zara Davis (* 13. Juli 1966 in Bristol) ist eine englische Windsurferin.
Davis ist Inhaberin des Geschwindigkeits-Weltrekords der Frauen über eine Seemeile für Segelfahrzeuge, den sie 2006 in Namibia erzielte und der seitens des World Sailing Speed Record Council bestätigt wurde. Außerdem hält sie den 500-Meter-Weltrekord der Frauen im Windsurfen, den sie im November 2012 in Lüderitz, ebenfalls Namibia, fuhr. Zeitgleich erzielte sie dort den sogenannten Women’s Production Board Speed Record, da sie ein Mistral Speed Board aus Serienproduktion benutzte. Zara Davis ist seitens des International Speed Windsurfing Class (ISWC) als weltweite Nummer 1 gesetzt, das erste Mal im Jahr 2010.
Mit 13 begann sie mit dem Windsurfen, das ihr ihr Vater John beibrachte. Sie arbeitet als Osteopathin und Akupunkteurin und baute in Portishead in der Nähe von Bristol ein komplementär-medizinisches Zentrum auf. Auf nationaler Ebene startete sie von 1999 bis 2001 und gewann dabei 2000 im Slalom den Titel der Frauen der britischen United Kingdom Windsurfing Association (UKWA). 2004 verlegte sie ihren Fokus auf das Hochgeschwindigkeits-Windsurfen, um bis 2012 fast jährlich während der Weymouth Speed Week den Titel aller Klassen der Frauen zu gewinnen: 2004, 2005, 2006, 2008, 2009, 2010, 2011 und 2012. Mit 23,44 Knoten hält sie auch den Rekord der Frauen in Portland Harbour.
Mit ihrer Körpergröße von 183 Zentimetern und ihrem Gewicht von 75 Kilogramm ist sie perfekt geeignet in puncto Hebelwirkung und Kraft, um Hochgeschwindigkeiten als weibliche Windsurferin zu erzielen. So ist sie die erste Person, die zwei offizielle Segelgeschwindigkeitsrekorde innehatte. Den ersten holte sie sich im Oktober 2006 mit einer Durchschnittsgeschwindigkeit von 34,7 Knoten in der Walvis Bay in Namibia als neuen Weltrekord der Frauen für Segelfahrzeuge über eine Seemeile, womit sie den vorherigen Rekord der Französin Valerie Ghibaudo aus dem Jahr 2005 um über einen Knoten übertraf. Im Oktober 2012 fuhr sie damit fort, indem sie den Geschwindigkeitsrekord der Frauen im Windsurfen über 500 Meter auf 45,83 Knoten hochschraubte – den zuvor neun Jahre lang unangefochten Karin Jaggi, Schweiz, mit 41,25 Knoten innehatte. Diese holte sich ihren Rekord 2015 mit 46,31 Knoten zurück.